# Polyalthia hirtifolia
Polyalthia hirtifolia este o specie de plante din genul Polyalthia, familia Annonaceae, descrisă de James Sinclair. A fost clasificată de IUCN ca specie pe cale de dispariție (stare critică). Conform Catalogue of Life specia Polyalthia hirtifolia nu are subspecii cunoscute.